# Martin Goller
Martin Goller OSB (* 20. Februar 1764 in Lajen als Josef Matthias Goller; † 13. Jänner 1836 in Innsbruck) war ein österreichischer Benediktinerpater, Komponist und Kompositionslehrer.

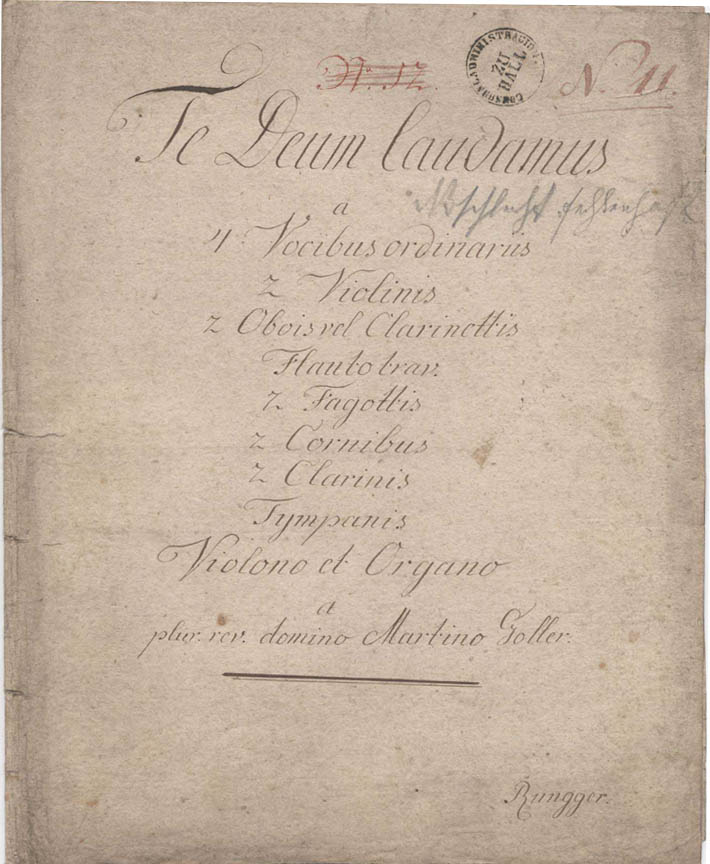
Deckblatt des „Te Deum“

## Leben
Goller stammte aus einer musikalischen Familie, sowohl Vater Daniel als auch Mutter Ursula traten als Organisten in Erscheinung. Den ersten Musikunterricht erhielt er von seinem Vater und zeigte solche Begabung, dass er ihn schon im Kindesalter als Organist vertreten konnte. Mit 10 Jahren kam er ins Kloster Neustift, später wechselte er als Kapellknabe ins Damenstift nach Hall in Tirol. 1780 trat er in den Benediktinerorden in St. Georgenberg-Fiecht ein. Gefördert durch den renommierten Organisten Pater Magnus Dagn entwickelte sich Goller zum führenden Musiker des Stifts. 1788 wurde er in Brixen zum Priester geweiht. Nach Stationen im Kloster Säben und in Sterzing erhielt er 1812 eine Anstellung als Musiklehrer am Innsbrucker Gymnasium, 1816 auch am dortigen Lyzeum.
Große Verdienste erwarb sich Goller als einer der Gründerväter des Innsbrucker Musikvereins (1818), an dessen Schule er als Musik-Oberlehrer für Generalbass und Komposition berufen wurde. Seine berühmtesten Schüler waren Johann Rufinatscha, Matthäus Nagiller und Josef Netzer.

## Werke
Goller war nicht nur ein gesuchter Kompositionslehrer, sondern auch ein bekannter Komponist, dessen Werke auch die Beachtung von Michael Haydn fanden. Obwohl er hauptsächlich als Komponist für Kirchenmusik in Erscheinung trat (Goller verfasste über 60 Messen und Requien, 26 Tantum ergo, 18 Gradualien und Offertorien, 3 Te Deum und 20 Deutsche Lieder), komponierte er auch weltliche Werke wie zwei Opern und ein Klarinettenkonzert.